# رود شیمانتو
رودخانه شیمانتو (به لاتین: Shimanto River) یک رود در ژاپن است که در استان اهیمه واقع شده‌است.